# Eat It (film)
Eat It (scritto anche Eat it!), conosciuto anche col titolo Mangiala, è un film del 1968 diretto da Francesco Casaretti.
È una commedia satirica interpretata da Paolo Villaggio, qui al suo debutto cinematografico, tratta da un racconto di Roberto Leoni. Le musiche sono di Ennio Morricone e le scenografie assolutamente sopra le righe di Giorgio Giovannini. È qui che il film gioca le sue carte migliori, azzardando nel design minimalista e nelle architetture automatizzate degli uffici ultratecnologici della ditta produttrice di “Eat it”, un nuovo tipo di carne in scatola gelatinosa e marrone.

## Trama
"Eat it!" è il nome di una società che produce l'omonima carne in scatola. Un giorno il fattore dell'allevamento bovino di proprietà della società scopre che una sorta di ominide selvaggio ha sedotto le sue figlie e divorato un'enorme quantità di insaccati che aveva in cantina. Una volta catturato, l'ominide si dimostra capace di sedurre le donne semplicemente con lo sguardo e di mangiare a volontà.
Su suggerimento del suo ragioniere, l'industriale proprietario della ditta decide di usare il selvaggio come soggetto di una campagna pubblicitaria, mostrandolo in compagnia di donne seminude mentre trangugia chili e chili di carne in scatola. La trovata ha un enorme successo e l'industriale, per incrementare le vendite, incarica i suoi chimici di inventare una sostanza capace di aumentare l'appetito del "cavernicolo". I tecnici lo sottopongono ad un esperimento che gli toglie completamente ogni appetito sessuale.
Temendo il crollo dei profitti, e valendosi di una sua vaga somiglianza con il selvaggio, l'industriale decide di sacrificarsi personalmente, sostituendosi a lui ma, a forza di mangiare carne in scatola, si trasforma in una mucca.

## Accoglienza

### Critica
Fantafilm scrive che la pellicola "si colloca tra le prime parabole italiane sociopolitiche del cinema della contestazione di fine anni '60. Lo sviluppo in chiave surreale dovrebbe enfatizzare il messaggio provocatorio, ma la critica contro la società consumistica, contro la mercificazione dell'individuo, contro i mass media e contro il Potere tout court, si stempera in una favola falsamente cerebrale e molto pretenziosa, poco coinvolgente nell'impianto fanta-sociologico, diretta e interpretata con grande approssimazione."
«Velleitario tentativo di satira... annega nella più totale confusione.» *